# Итатинга
Итатинга (порт. Itatinga)  —  муниципалитет в Бразилии, входит в штат Сан-Паулу. Составная часть мезорегиона Бауру. Входит в экономико-статистический  микрорегион Аваре. Население составляет 16 685 человек на 2006 год. Занимает площадь 979,872 км². Плотность населения — 17,0 чел./км².

## История
Город основан 24 июля 1896 года.

## Статистика
- Валовой внутренний продукт на 2003 составляет 101.787.489,00 реалов (данные: Бразильский институт географии и статистики).
- Валовой внутренний продукт на душу населения на 2003 составляет 6.315,54 реалов (данные: Бразильский институт географии и статистики).
- Индекс развития человеческого потенциала на 2000 составляет 0,759 (данные: Программа развития ООН).

## География
Климат местности: тропический. В соответствии с классификацией Кёппена, климат относится к категории Aw.

## Галерея

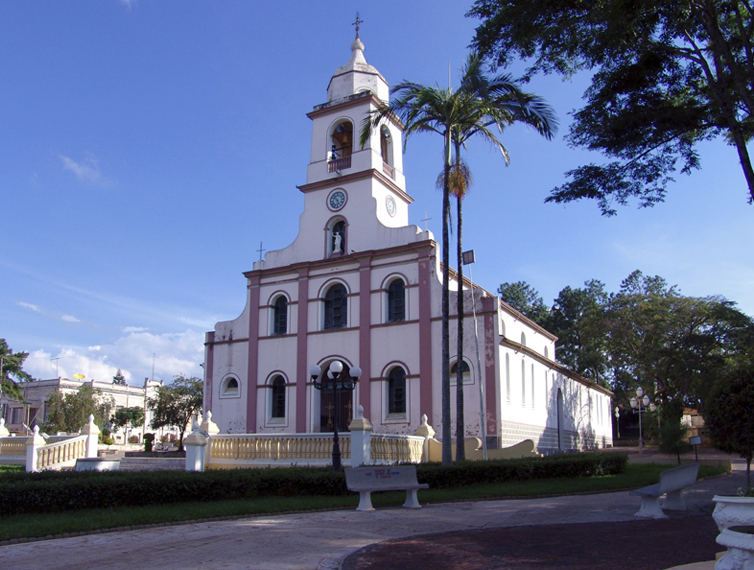
Собор
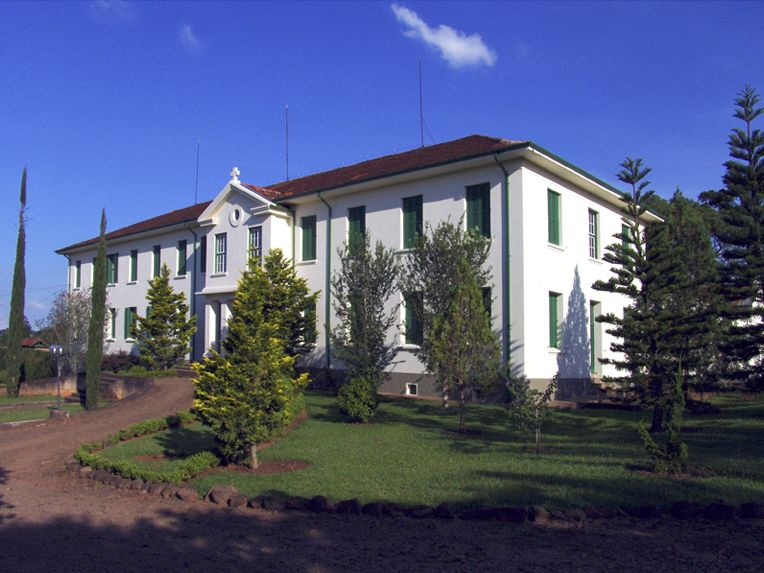
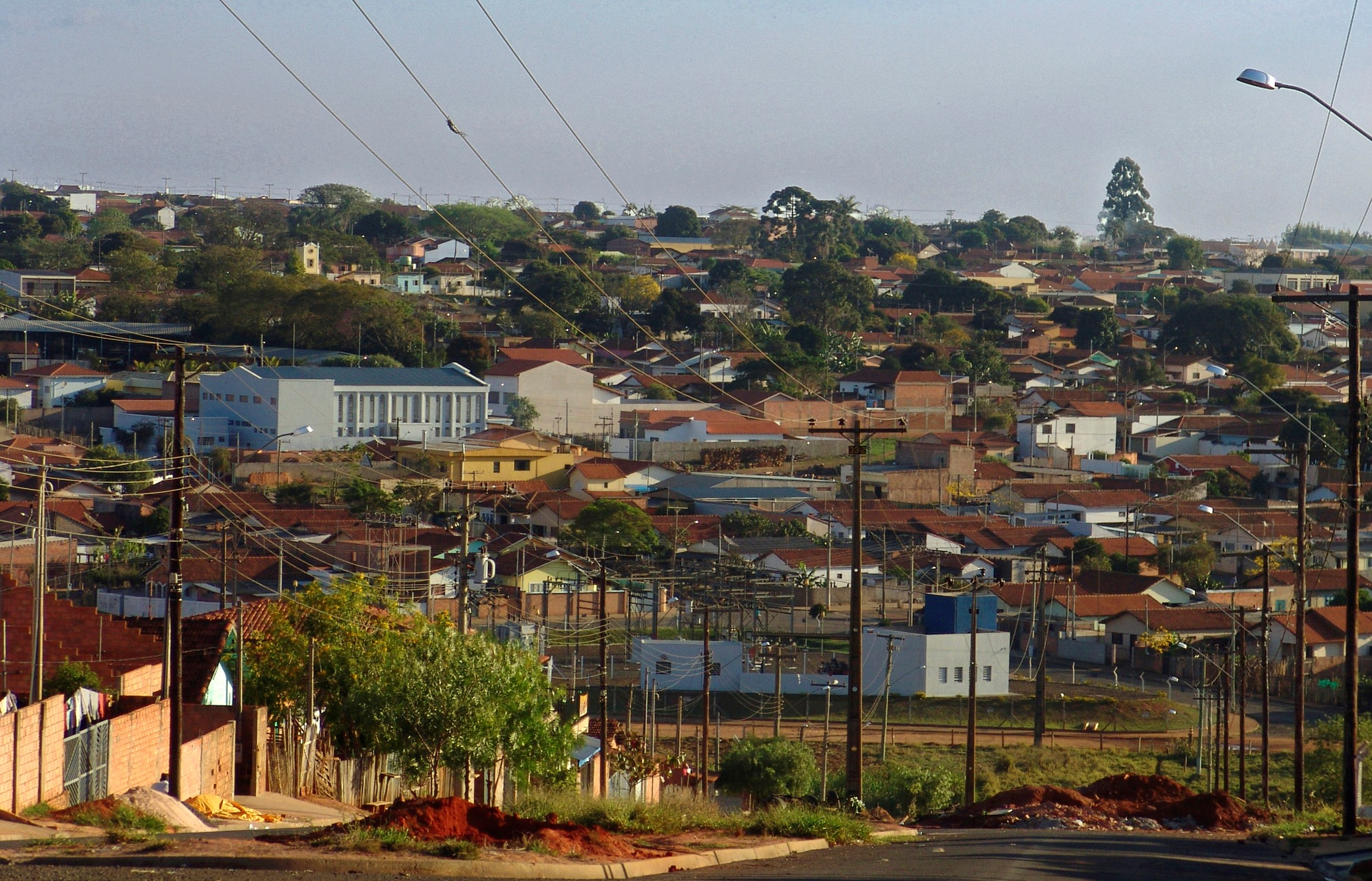
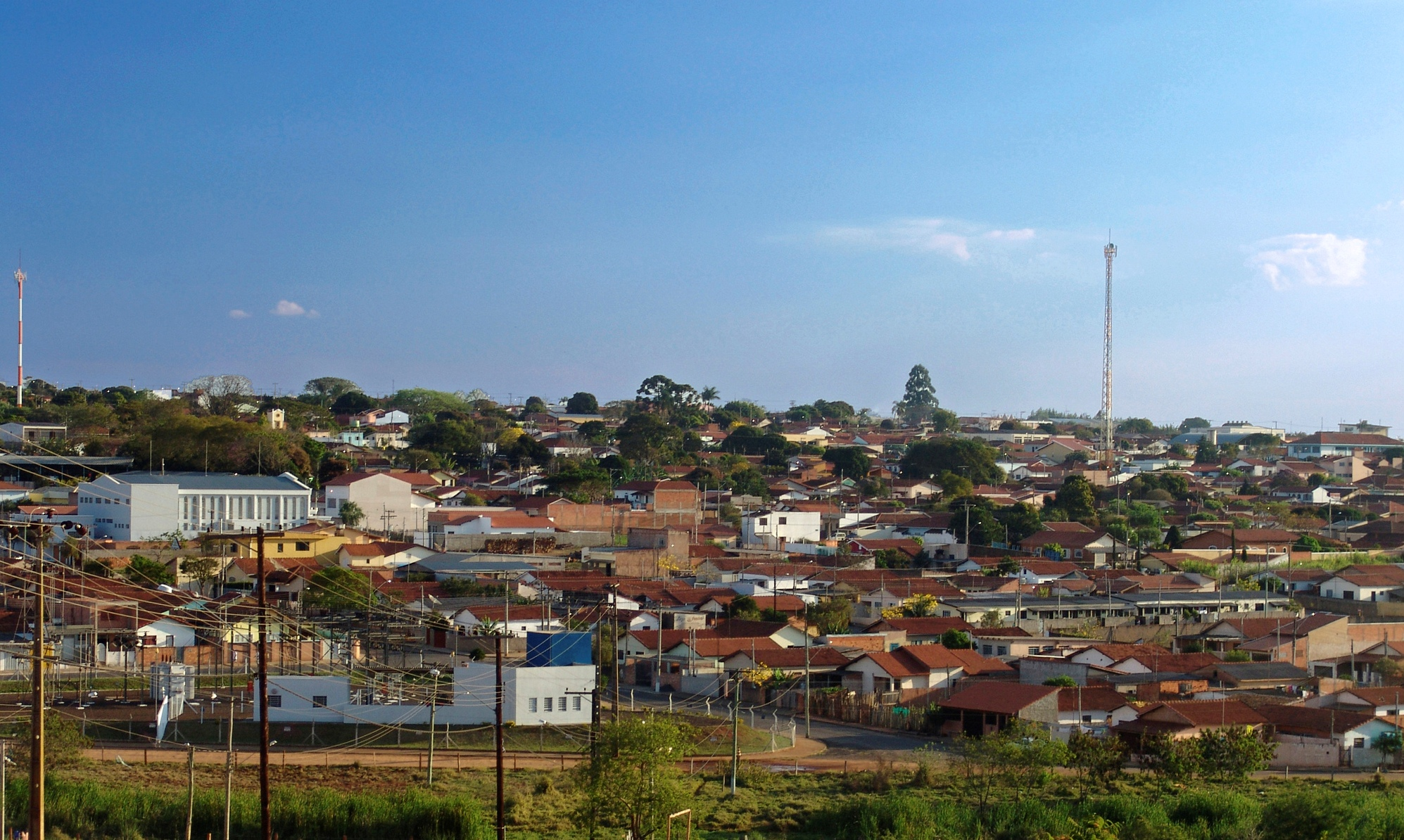
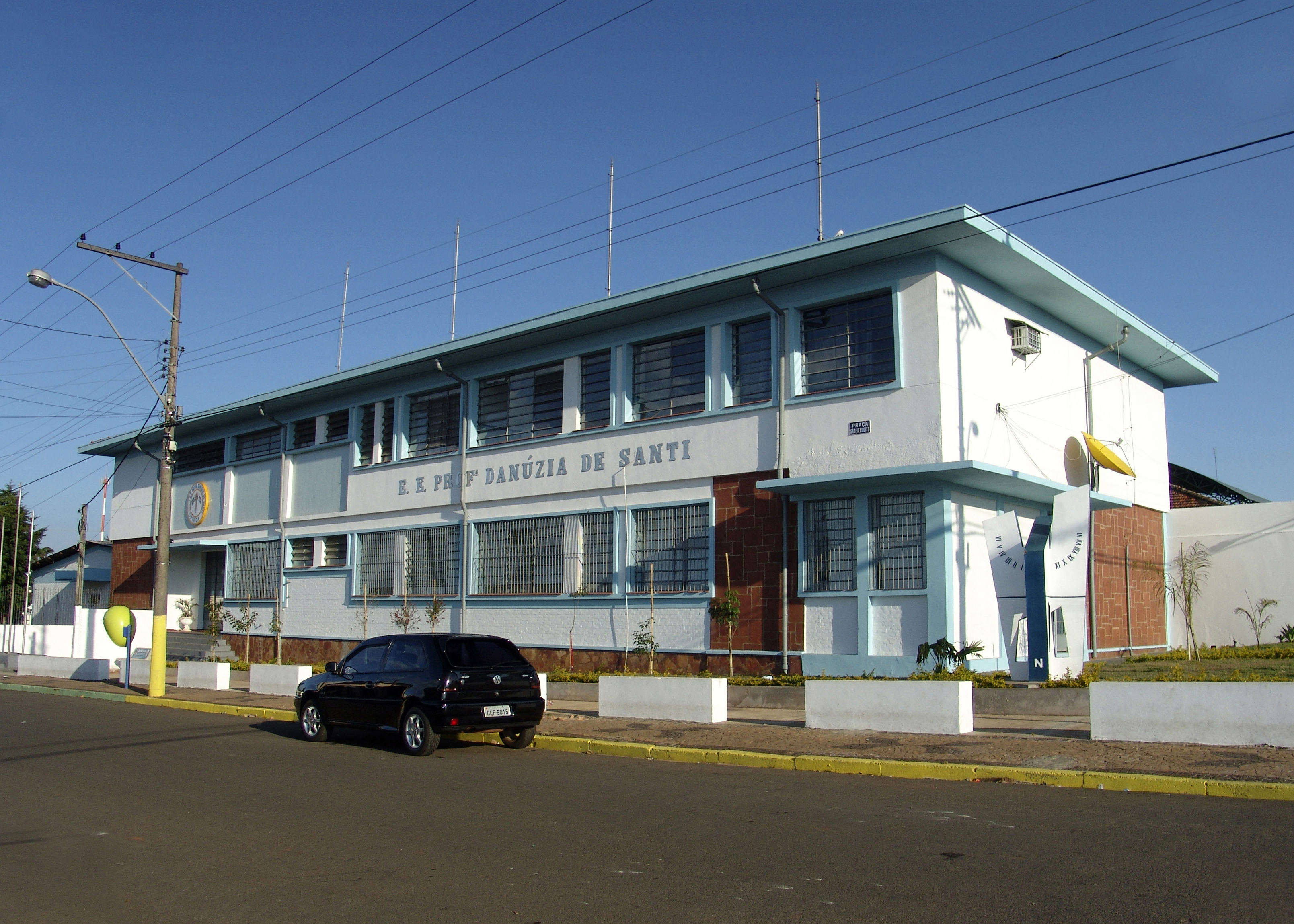
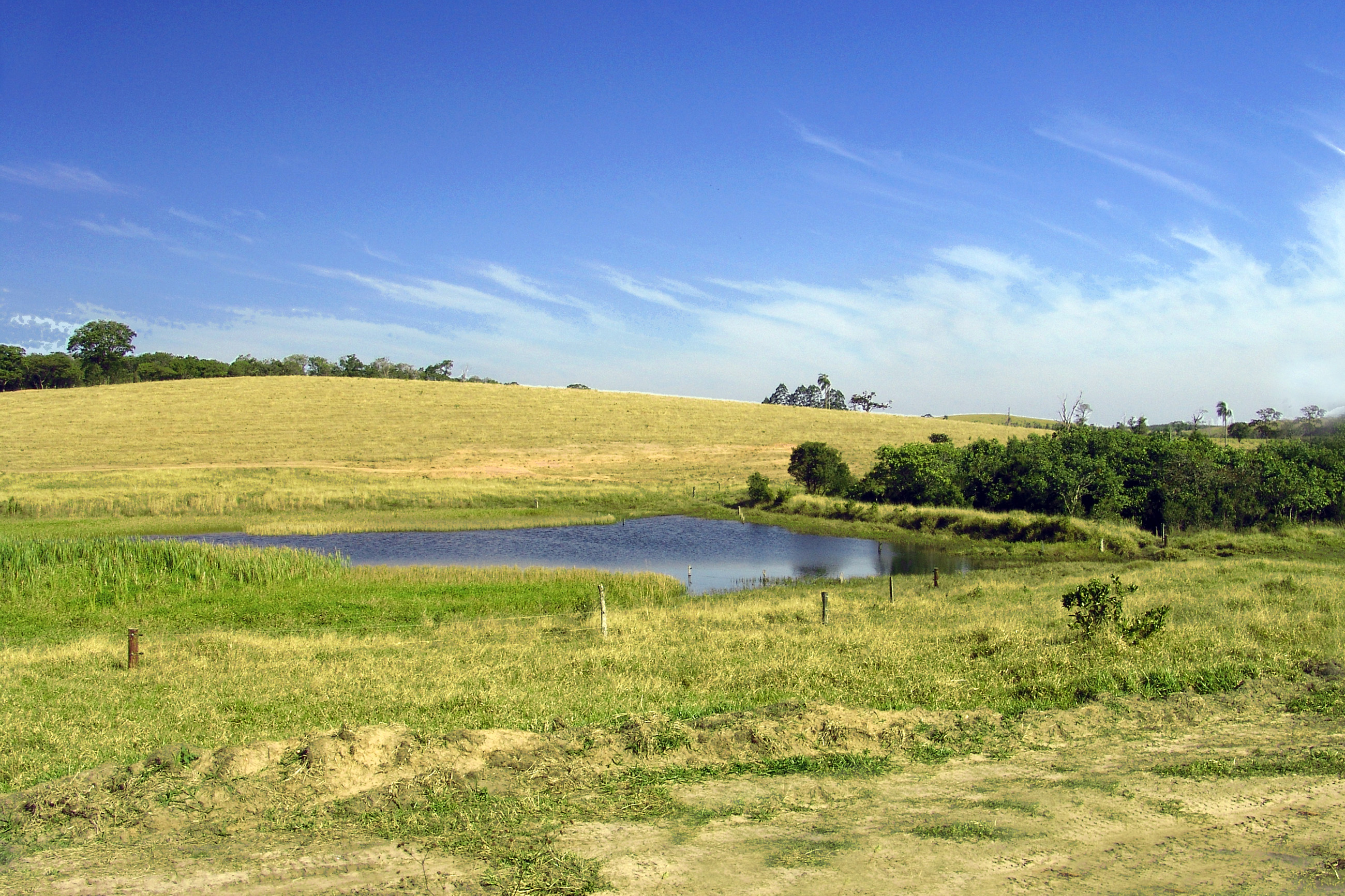